# Daurien Kusainow
Daurien Dżołdybajewicz Kusainow (oryg. Даурен Джолдыбаевич Кусаинов; ur. 10 kwietnia 1984) – kazachski piłkarz, od 2011 roku grający w klubie Żetysu Tałdykorgan. Występuje na pozycji pomocnika. W reprezentacji Kazachstanu zadebiutował w 2006 roku. Do tej pory rozegrał w niej jeden mecz.